# Maszynopis

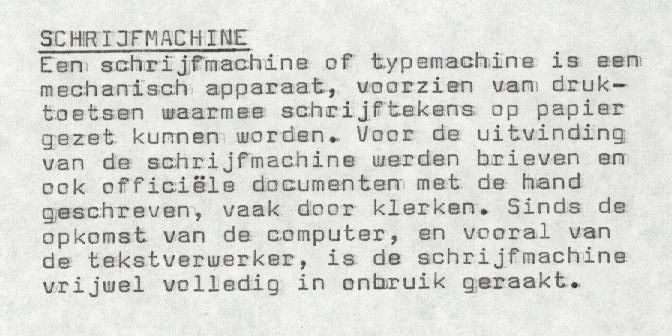
Próbka maszynopisu

Maszynopis – tekst utrwalony na papierze za pomocą maszyny do pisania. Zazwyczaj w jednej kopii lub najwyżej w kilku przy użyciu papieru kopiującego lub kalki kopiowej. W przypadku elektronicznych maszyn do pisania (z pamięcią) kopii tych może być dużo więcej.
Cechy wyglądu maszynopisu to przede wszystkim stałe wielkości: znaków, ich rozstawu, spacji oraz odległości pomiędzy wierszami.
W zbiorach bibliotecznych maszynopisy są traktowane jako rękopisy.